# Konrad von Fürst

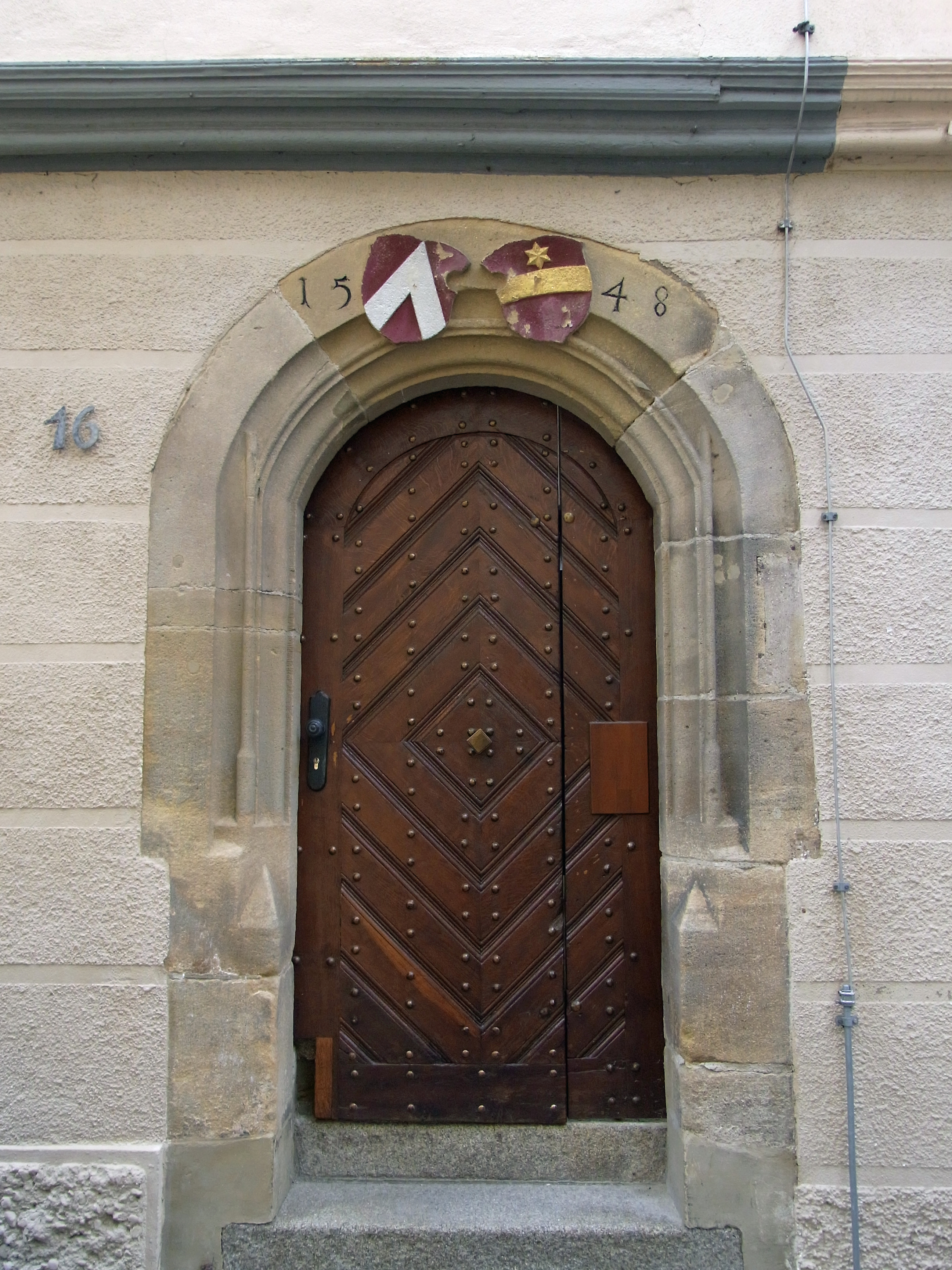
Tübingen, Münzgasse 14: Anwesen des Konrad von Fürst, Jahreszahl 1548, Wappen von Fürst und von Neuneck

Der Gutsherr und Ritter Konrad von Fürst († zwischen 1491 und 1494) war Inhaber des württembergischen Lehens Fürst in der Markung von Öschingen bei Tübingen und von 1464 bis 1472 auch Burgvogt in Tübingen.

## Familie
Er war verheiratet mit Ursula Swelher und hatte mit ihr mehrere Kinder: Ernst von Fürst (um 1514) war Tübinger Burgvogt. Wilhelm von Fürst war 1508 kaiserlicher Rat und Kammeradvokat. Ihr dritter Sohn war Veit von Fürst, kaiserlicher Gouverneur in Modena. Seine Familie gehörte zu den zehn reichsten Adelsgeschlechtern im Neckarviertel.